# جمهورية الجبل الأسود الاشتراكية
جمهورية الجبل الأسود الاشتراكية (بالصربو-كرواتية: Socijalistička Republika Crna Gora, Социјалистичка Република Црна Гора) كانت جمهورية من أصل 6 مكونة لجمهورية يوغوسلافيا الاشتراكية الاتحادية. أصبحت اليوم دولة الجبل الأسود. في 7 يوليو 1963، تغير اسم جمهورية الجبل الأسود الشعبية إلى «جمهورية الجبل الأسود الاشتراكية». كانت دولة صربية ولغتها الرسمية الصربو-كرواتية. في 1991، غير الاتحاد الشيوعي في الجبل الأسود اسمه إلى الحزب الشيوعي الديمقراطي في الجبل الأسود بعد أول انتخابات حرة، كما أن صفة «اشتراكية» قد حذفت من اسم الجمهورية.